# Анна фон Бранденбург (1487–1514)
Вижте пояснителната страница за други личности с името Анна фон Бранденбург.
Анна фон Бранденбург (на немски: Anna von Brandenburg; * 27 август 1487, Берлин; † 3 май 1514, Кил) от род Хоенцолерн, е принцеса от Бранденбург и чрез женитба от 1502 до 1514 г. херцогиня на Шлезвиг и Холщайн.

## Живот
Тя е най-възрастната дъщеря на курфюрст Йохан Цицерон от Бранденбург (1455 – 1499) и съпругата му Маргарета Саксонска (1449 – 1501), дъщеря на херцог Вилхелм III от Саксония и Анна Австрийска.
Анна се омъжва на 10 април 1502 г. в Щендал за шестнадесет години по-големия Фридрих I фон Шлезвиг-Холщай (1471 – 1533), херцог на Шлезвиг и Холщайн, от 1523 г. крал на Дания и Норвегия. Той е четвъртият син на крал Кристиан I и Доротея Бранденбургска. Тя е първата му съпруга. На същия ден нейният брат Йоахим I се жени за Елизабет Датска, дъщеря на крал Йохан Датски.
Те резидират в дворец Готторп, където той започва връзка с дъщеря на селянин. Анна го придружава при пътуванията му и е обичана в страната. Тя се разболява на 22 години от туберкулоза и умира, бременна в 28-а седмица, на 26 години на 3 май 1514 г. и е погребана в манастирската църква Бордесхолм.

## Деца
Анна и Фридрих (Фредерик) I имат две деца:
- Кристиан III (1503 – 1559), от 1534 г. крал на Дания и Норвегия, женен на 29 октомври 1525 г. за Доротея фон Саксония-Лауенбург (1511 – 1571)
- Доротея Датска (1504 – 1547), омъжена на 1 юли 1526 г. за Албрехт фон Бранденбург-Ансбах (1490 – 1568), херцог на Прусия

## Гробът на Анна в манастирската църква Бордесхолм
- Манастирската църква Бордесхолм
- Анна фон Бранденбург
- Гербът на Анна
- Гербът на Фридрих и Анна